# Stanciu Stoian
Stanciu Stoian (n. 1900 – d. 1984) a fost un pedagog, membru corespondent (din 1963) al Academiei Române. În perioada 1946 - 1975, Stanciu Stoian a fost deputat în Marea Adunare Națională.

## Ministru al Cultelor
În calitate de ministru al Cultelor a participat la desființarea Bisericii Române Unite cu Roma. La data de 27 octombrie 1948 a dispus împreună cu Teohari Georgescu, ministrul de interne, arestarea episcopilor greco-catolici din România.

## Distincții
- titlul de Profesor universitar emerit al Republicii Socialiste România (26 iunie 1969) „în semn de prețuire a personalului didactic pentru activitatea meritorie în domeniul instruirii și educării elevilor și studenților și a contribuției aduse la dezvoltarea învățămîntului și culturii din patria noastră”[7]